# 松毛翠
松毛翠（学名：Phyllodoce caerulea），为杜鹃花科松毛翠属下的一个植物种。